# Korenica (biljni rod)
Korenica (lat. Opopanax), biljni rod korisnih trajnica iz porodice Apiaceae (Štitarke). Raširen je od zapadnog Mediterana do Irana. Od četiri priznate vrste u Hrvatskoj raste hironska korenica (Opopanax chironium).

## Vrste
1. Opopanax chironium (L.) W.D.J.Koch
2. Opopanax hispidus (Friv.) Griseb.
3. Opopanax persicus Boiss. & Heldr.
4. Opopanax siifolius (Boiss. & Heldr.) Menemen

## Sinonimi
- Crenosciadium Boiss. & Heldr.
- Maspeton Raf.
- Panax Hill